# Diocesi di Lisieux

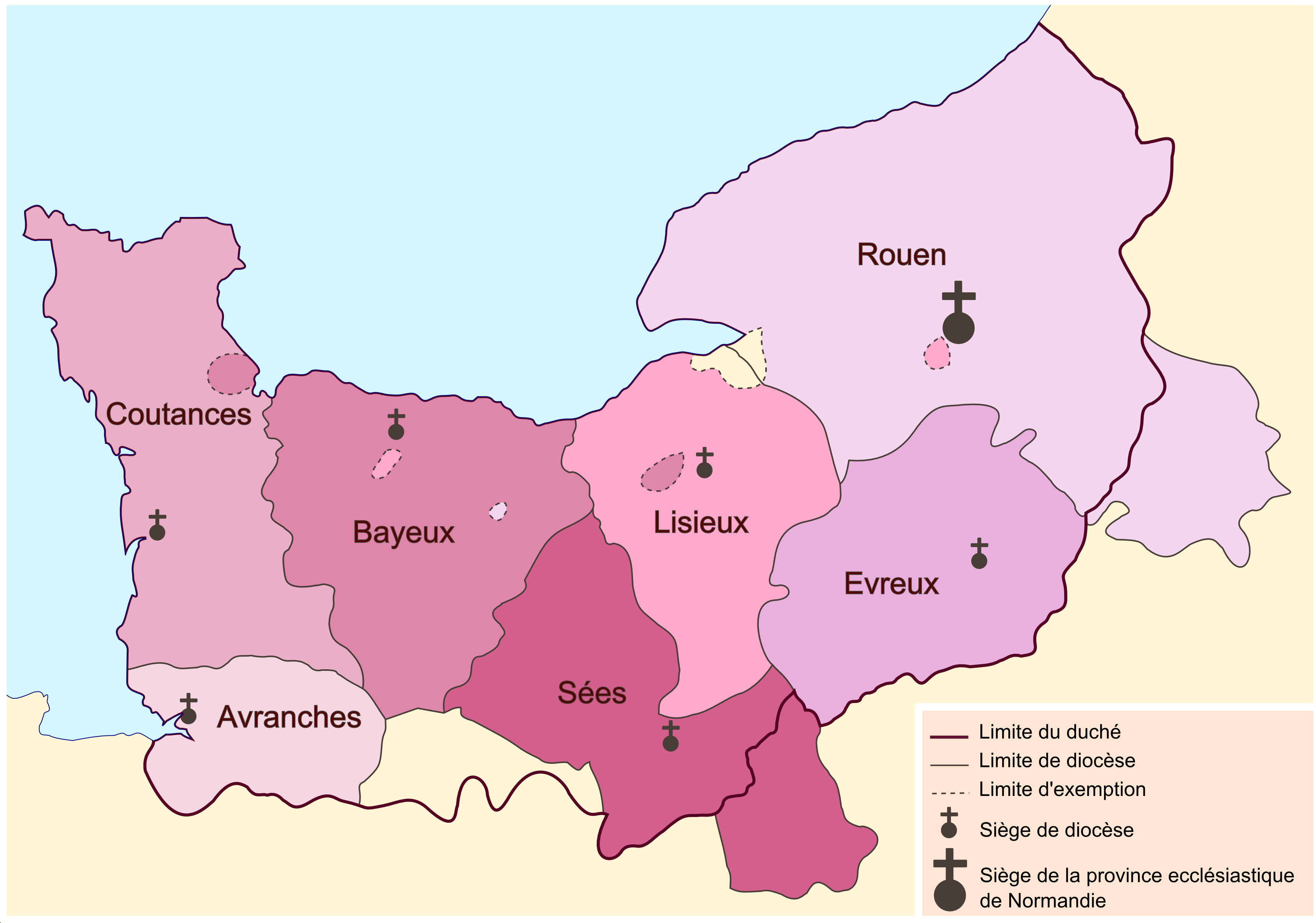
Mappa delle diocesi storiche della Normandia prima della rivoluzione francese.

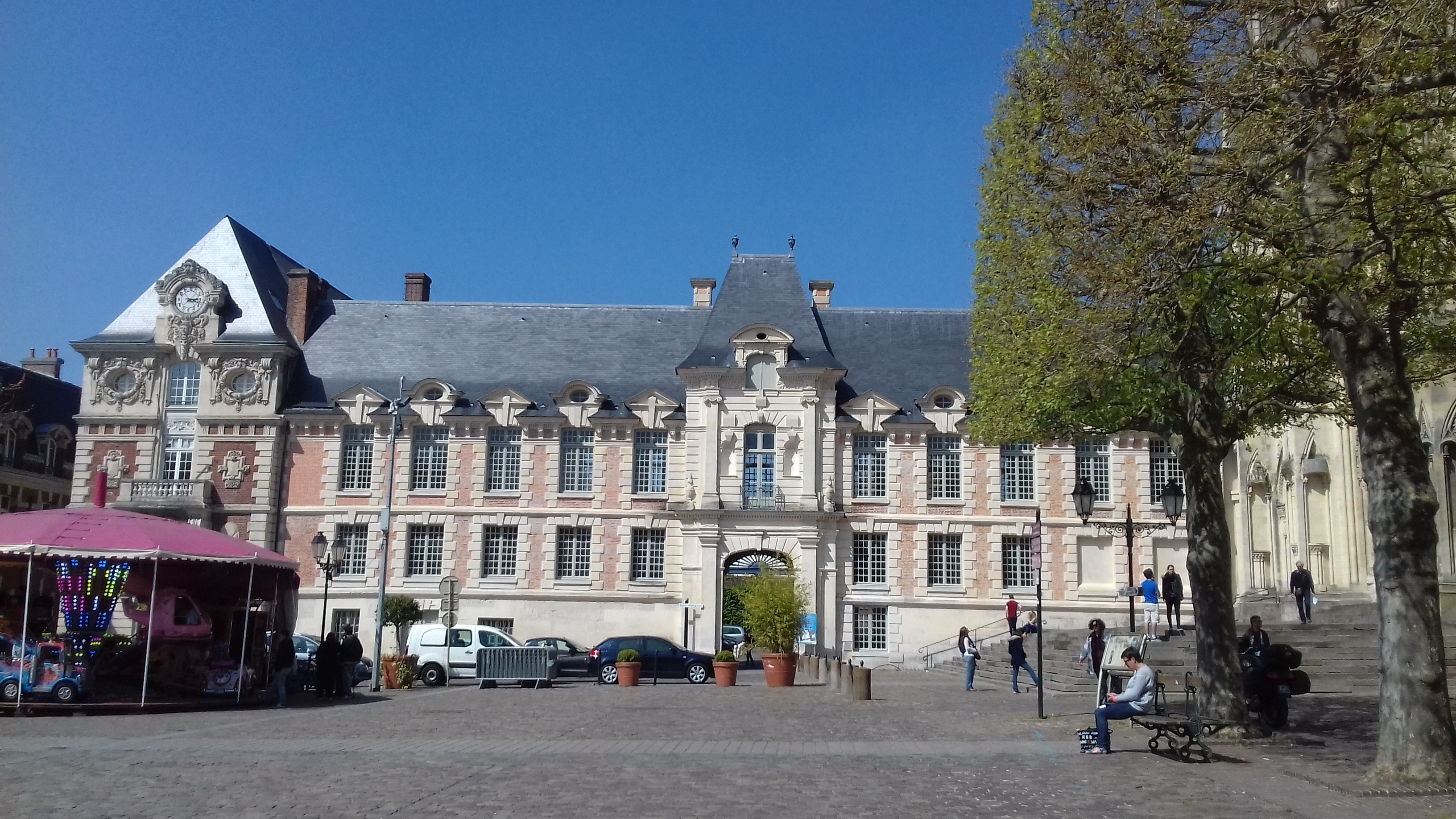
L'ex palazzo episcopale di Lisieux.

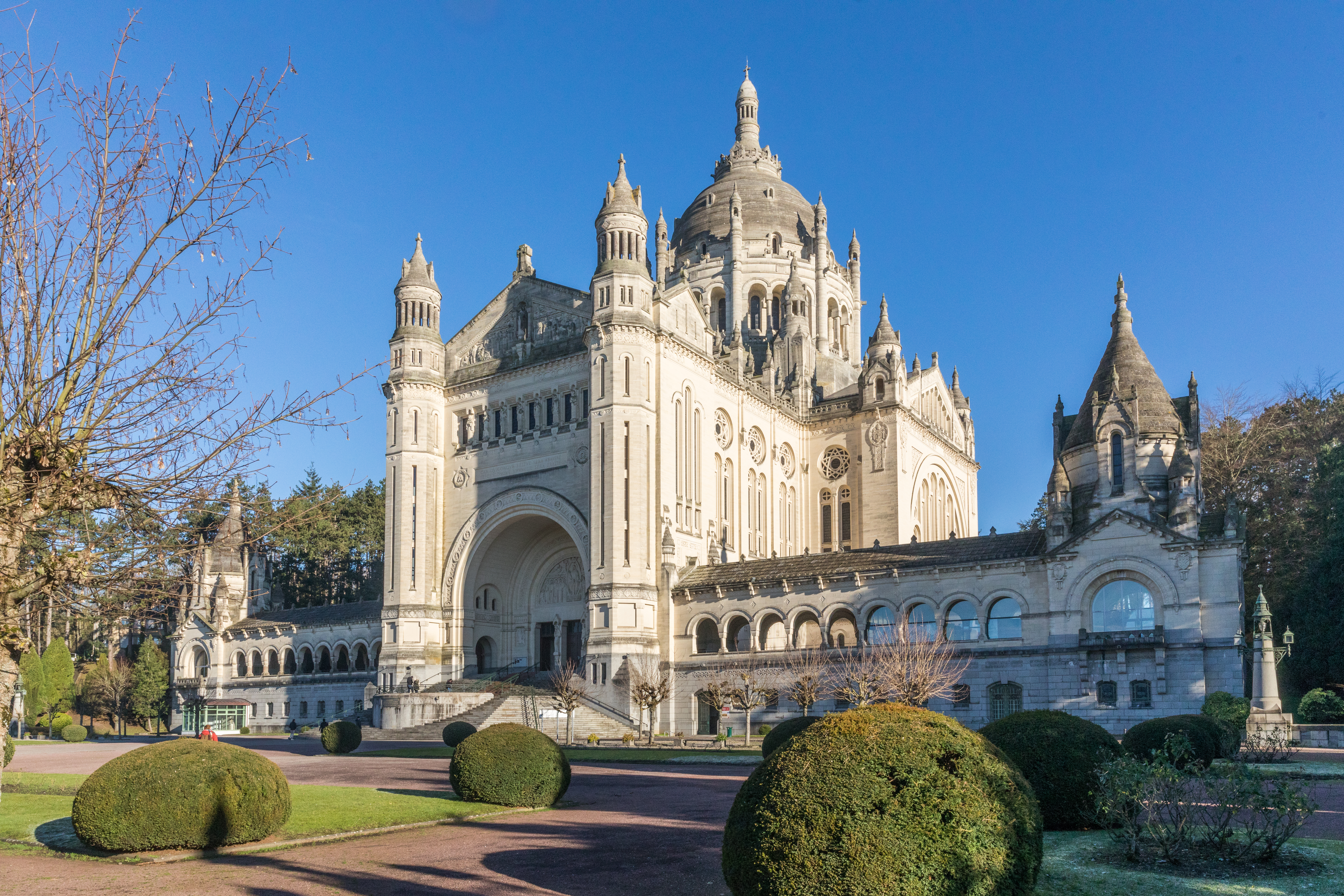
La basilica di Santa Teresa di Lisieux, costruita a partire dal 1929 e consacrata l'11 luglio 1954. È il secondo luogo di pellegrinaggio più importante di Francia, dopo la basilica di Lourdes.

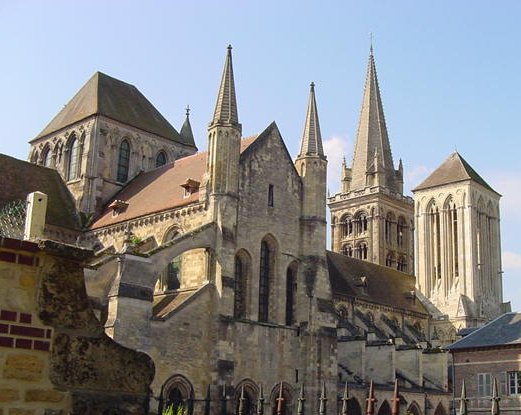
Il lato nord-est dell'ex cattedrale di San Pietro.

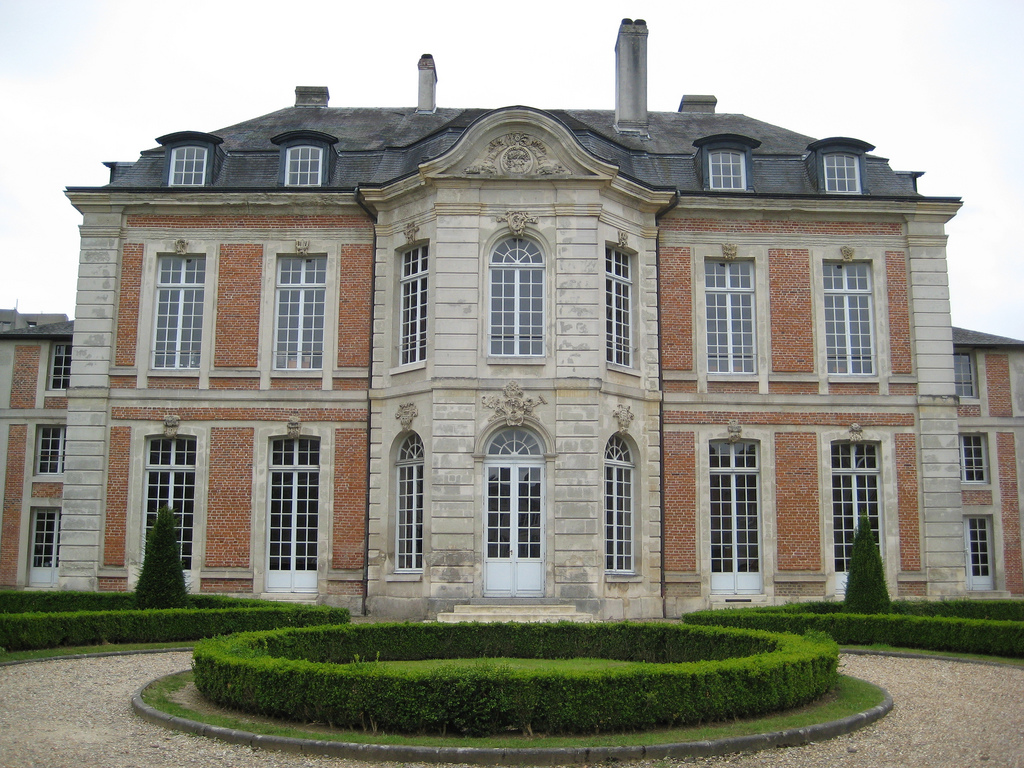
Il palazzo fatto costruire nel 1769 dal decano del capitolo della cattedrale Jean-Baptiste-René Le Bas de Fresne come residenza privata.

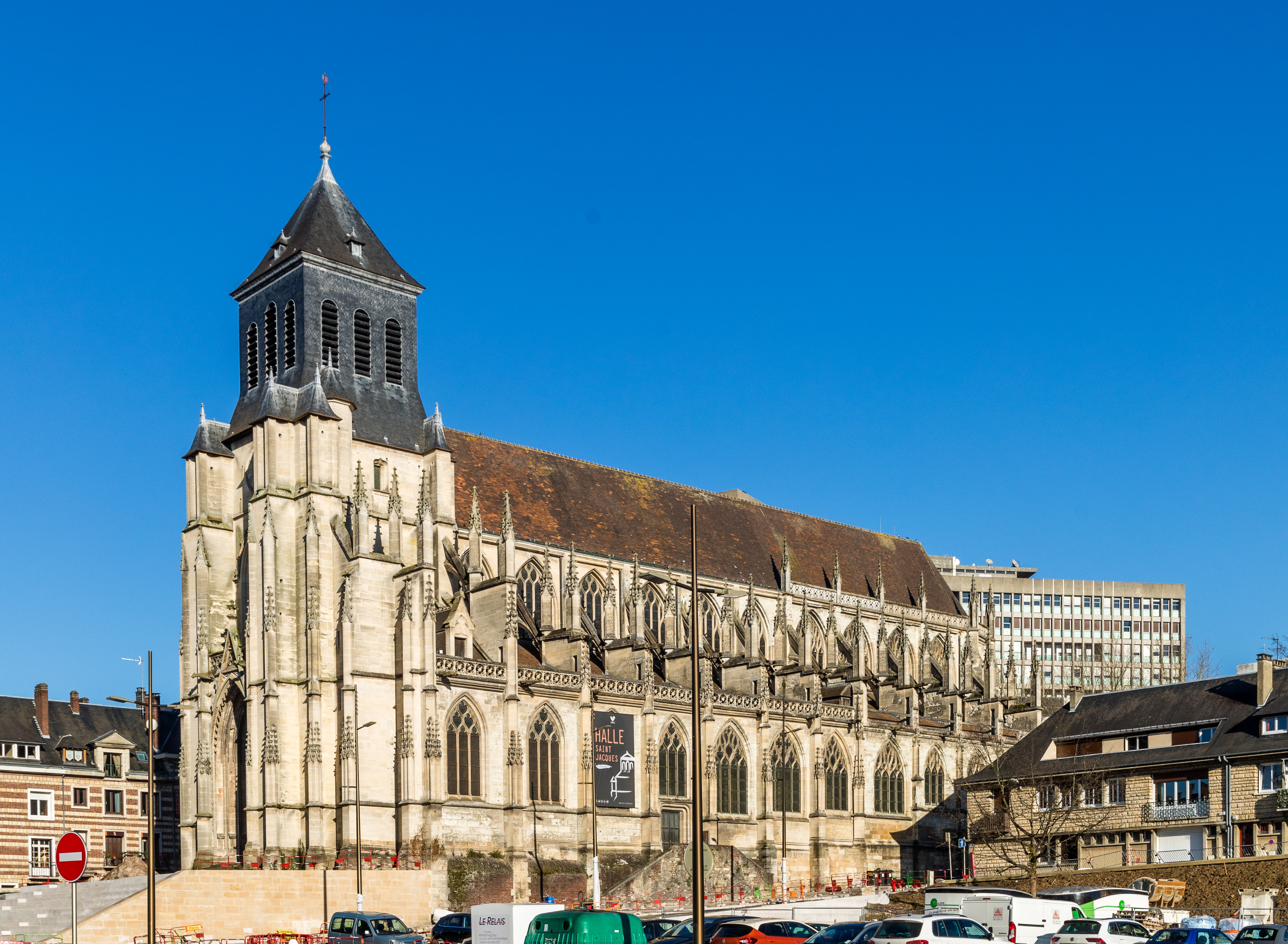
La chiesa Saint-Jacques di Lisieux.

La diocesi di Lisieux (in latino Dioecesis Lexoviensis) è una sede soppressa della Chiesa cattolica.

## Territorio
La diocesi comprendeva la parte centrale della Normandia. Era delimitata a nord dal mare e dall'arcidiocesi di Rouen, ad est dalla diocesi di Évreux, a sud da quella di Séez e ad ovest ancora da Séez e dalla diocesi di Bayeux.
Sede vescovile era la città di Lisieux, dove fungeva da cattedrale la chiesa di San Pietro.
Il territorio diocesano comprendeva 478 parrocchie, comprensive delle 11 del territorio di Lisieux. Le parrocchie erano raggruppate in 4 arcidiaconati (Lieuvin, Pont-Audemer, Auge e Gacé) e 14 decanati. Alla diocesi inoltre appartenevano due exclavi: quella di Saint-Cande nell'arcidiocesi di Rouen composta da 5 parrocchie; e quella di Nonant nella diocesi di Bayeux composta da 4 parrocchie.

## Storia
Incerte sono le origini della diocesi di Lisieux. Il primo vescovo storicamente documentato è Teodobaldo, vissuto nella prima metà del VI secolo, che partecipò a tre concili celebrati a Orléans nel 538, nel 541 e nel 549. La cronotassi del primo millennio è comunque fortemente lacunosa.
Noviomagus Lexoviorum, capitale del popolo celtico degli Lessovi, era una civitas della provincia romana della Gallia Lugdunense seconda, come attestato dalla Notitia Galliarum dell'inizio del V secolo. Dal punto di vista religioso, come di quello civile, Lisieux dipendeva dalla provincia ecclesiastica dell'arcidiocesi di Rouen, sede metropolitana provinciale.
Non si sa nulla della cattedrale primitiva di Lisieux. Nell'XI secolo i vescovi Herbert († 1050) e Hugues d'Eu († 1077) procedettero alla sua ricostruzione in stile romanico; fu probabilmente in questa occasione che vennero scoperte le reliquie dei santi Ursino, Patrizio e Berthevin (Cando), che un rituale del 1661 riconosceva come primi vescovi di Lisieux. La nuova cattedrale fu distrutta da un incendio nel 1136 e ricostruita nelle forme gotiche tra il 1160 e il 1230.
Tra i vescovi di Lisieux si ricordano: Freculfo (IX secolo), allievo della scuola palatina fondata da Carlo Magno; Arnolfo (dimesso nel 1181), che diede inizio alla costruzione della cattedrale e importante autore ecclesiastico; Nicola d'Oresme († 1382), filosofo, matematico e precettore di Carlo V; Pierre Cauchon († 1442), il cui nome è legato al processo contro Giovanna d'Arco; Léonor Goyon de Matignon I († 1677), che istituì il seminario diocesano.
In seguito al concordato con la bolla Qui Christi Domini di papa Pio VII del 29 novembre 1801 la diocesi fu soppressa. La porzione maggiore del suo territorio, compresa la città episcopale, fu incorporata nella diocesi di Bayeux, mentre porzioni minori furono aggregate alle diocesi di Évreux e di Séez.
Il 12 giugno 1854 ai vescovi di Bayeux è stato concesso di portare il titolo di vescovi di Lisieux.

## Cronotassi dei vescovi
I cataloghi episcopali di Lisieux, databili al XII e XIII secolo, sono tra i più incompleti e scarni tra quelli della provincia ecclesiastica di Rouen. Unica peculiarità, che li distingue da altri cataloghi dello stesso periodo, è l'assenza di santi vescovi.
- Teodobaldo † (prima del 538 - dopo il 549)
- Edibio † (menzionato nel 557/573)[6]
- Eterio † (menzionato nel 584)
- Chamnegisilo o Launomundo † (menzionato nel 614)[7]
- Launobaldo † (menzionato nel 650)
- Inco † (menzionato nel 660)
- Leodeboldo † (menzionato nel 662 o 663)[8]
- Freculfo, O.S.B. † (prima dell'825 - dopo l'851)
- Airardo † (prima di aprile 853 - dopo l'876)
  - Sede vacante
- Ruggero † (prima del 990 - 19 ottobre 1022 deceduto)
- Robert † (prima del 1025 - 1026 nominato vescovo di Coutances)
- Herbert † (1026 - 1049 o 1050 deceduto)
- Hugues d'Eu † (prima di ottobre 1050 - 17 luglio 1077 deceduto)
- Gilbert Maminot † (1077 - agosto 1101 deceduto)
- Foucher † (giugno 1102 consacrato - 29 gennaio 1103 deceduto)
  - Sede vacante (1103-1107)[9]
- Jean † (1107 - 28 maggio 1141 deceduto)
- Arnolfo † (1141 - giugno 1181 dimesso)
- Ralph de Warneville † (1182 - 10 settembre 1192 deceduto)
- Guillaume de Rupière † (1192 o 1193 - 19 ottobre 1201 deceduto)
- Jourdain Du Hommet † (10 gennaio 1202 - dopo giugno 1218 deceduto)
- Guillaume Du Pont-de-L'Arche † (1218 - 16 marzo 1250 dimesso)
- Foulques d'Astin † (26 giugno 1250 - 29 aprile 1267 deceduto)
- Guy Du Merle † (21 agosto 1267 - 25 aprile 1285 deceduto)
- Guillaume d'Asnières † (1285 - 25 agosto 1298 deceduto)
- Jean de Samois, O.F.M. † (3 febbraio 1299 - 4 dicembre 1302 deceduto)
- Guy de Harcourt † (27 febbraio 1303 - 24 aprile 1336 deceduto)
- Guillaume de Charmont † (8 dicembre 1336 - 2 ottobre 1349 deceduto)
- Guillaume Guitart † (4 novembre 1349 - dopo il 12 giugno 1358 deceduto)
- Jean de Dormans † (19 novembre 1358 - 12 luglio 1359 nominato vescovo di Beauvais)
- Adhémar Robert † (12 luglio 1359 - 11 ottobre 1368 nominato vescovo di Arras)
- Alphonse Chevrier † (11 ottobre 1368 - 26 luglio 1377 deceduto)
- Nicola d'Oresme † (3 agosto 1377 - 11 luglio 1382 deceduto)
- Guillaume d'Estouteville † (11 agosto 1382 - 10 gennaio 1415 deceduto)
- Pierre Fresnel † (28 gennaio 1415 - 12 giugno 1418 deceduto)
- Mathieu Du Boscq † (1418 - dopo il 23 settembre 1418 deceduto)
  - Branda Castiglioni † (29 giugno 1420 - 12 aprile 1424 dimesso) (amministratore apostolico)
- Zanone Castiglioni † (12 aprile 1424 - 29 gennaio 1432 nominato vescovo di Bayeux)
- Pierre Cauchon de Somièvre † (29 gennaio 1432 - 18 dicembre 1442 deceduto)
- Pasquier de Vaux † (28 gennaio 1443 - 10 luglio 1447 deceduto)
- Thomas Basin † (11 ottobre 1447 - 1474 dimesso)[10]
- Antoine Raguier † (27 maggio 1474 - 10 giugno 1482 deceduto)
- Étienne Blosset de Carrouges † (12 luglio 1482 - 13 giugno 1505 deceduto)
- Jean Le Veneur † (27 giugno 1505 - dopo il 4 agosto 1539 dimesso)
- Jacques d'Annebaut † (18 agosto 1539 - 7 giugno 1558 deceduto)
- Jean Hennuyer † (26 aprile 1560 - 12 marzo 1578 deceduto)
- Jean de Vassé † (4 novembre 1579 - 16 marzo 1583 deceduto)
- Anne de Perusse d'Escars de Giury, O.S.B. † (1º ottobre 1584 - 1598 dimesso)
- François Rouxel de Médavy † (17 marzo 1599 - 8 agosto 1617 deceduto)
- Guillaume du Vair † (23 ottobre 1617 - 3 agosto 1621 deceduto)
- Guillaume Aleaume † (14 marzo 1622 - 27 o 29 agosto 1634 deceduto)
- Philippe Cospéan † (28 gennaio 1636 - 8 maggio 1646 deceduto)
- Léonor Goyon de Matignon I † (4 maggio 1648 - 1675 dimesso)
- Léonor Goyon de Matignon II † (27 maggio 1675 - 14 luglio 1714 deceduto)
- Henri-Ignace de Brancas † (19 novembre 1714 - 1º aprile 1760 deceduto)
- Jacques-Marie de Caritat de Condorcet † (16 febbraio 1761 - 21 settembre 1783 deceduto)
- Jules-Basile Ferron de La Ferronays † (15 dicembre 1783 - 15 maggio 1799 deceduto)
  - Sede vacante (1799-1801)
  - Sede soppressa